# Аннабелла Шотландская
Аннабелла Шотландская (англ. Annabella of Scotland; ок. 1436—1509) — шотландская принцесса из династии Стюарт, по первому мужу — графиня Женевская, а по второму — графиня Хантли. Оба её брака были аннулированы, первый без консуммации, а второй по причине кровного родства.

## Биография

### Ранние годы
Предположительно названная в честь своей бабушки по отцовской линии, Аннабелла была восьмым ребенком и шестой дочерью короля Шотландии Якова I Стюарта (1394—1437) и Джоан Бофорт (ок. 1404—1445). Её сестрами были Маргарет, Изабелла, Элеонора, Мария и Джоан, а её братом — король Шотландии Яков II Стюарт.

### Первый брак
14 декабря 1444 года в замке Стерлинг был подписан брачный контракт между Аннабеллой и Луи, графом Женевским (1436—1482), сыном Луи, герцога Савойского (1413—1465), и Анны де Лузиньян. Жениху и невесте около 8 лет. На следующий год Аннабелла отправилась в Савойю, чтобы получить там образование.
Кортеж принцессы в сопровождении послов её тестя прибыл в Савойю в сентябре 1445 года, после насыщенного событиями 86-дневного путешествия. На её приём было потрачено много средств, несмотря на то, что она не была ни наследницей Королевства Шотландия, ни будущей герцогиней Савойской.
Однако официальная свадьба так и не была отпразднована. Король Франции Карл VII Валуа не был сторонником этого союза и направил несколько посольств, чтобы предотвратить его. Таким образом, брачный контракт был разорван во время переговоров в Ганне в 1458 году в присутствии французского короля и представителей герцога Савойского и короля Шотландии. Герцог Савойский должен был выплатить 25 000 экю в качестве возмещения ущерба шотландской королевской семье.

### Второй брак
Аннабелла вернулась в Шотландию и вышла замуж за лорда Джорджа Гордона (? — 1501), старшего сына и наследника 1-го Александра Гордона, графа Хантли до 10 марта 1460 года. После смерти ее тестя 15 июля 1470 года ее муж стал 2-м графом, а Аннабелла — графиней Хантли. Однако вскоре после того, как 2-й граф возбудил дело о расторжении своего брака с Аннабеллой на том основании, что она состояла в третьей и четвертой степенях кровного родства с его первой женой Элизабет Данбар, 8-й графиней Мюррей; брак был окончательно расторгнут приговором, вынесенным 24 июля 1471 года.

### Дети
У Аннабеллы были дети от ее второго мужа, 2-го графа Хантли. Двое детей определенно приписываются ей:
- Леди Изабелла Гордон (ум. 1485), жена Уильяма Хэя, 3-го графа Эрролла (ум. 1507).
- Александр Гордон, 3-й граф Хантли (ум. 1524)[3].

Тем не менее, есть и другие дети 2-го графа Хантли, чье материнство оставалось спорным; они могли быть детьми либо Аннабеллы, либо третьей и последней жены 2-го графа (и ранее любовницы), леди Элизабет Хэй:
- Адам Гордон (? — 1537/1538), который женился на леди Элизабет де Моравиа (? — 1535), дочери и наследнице Джона де Моравиа, 8-го графа Сазерленда, и по праву стал графиней Сазерленд после смерти ее брата. Их сыном был Александр Гордон, мастер Сазерленд[3].
- Уильям Гордон, который женился на Джанет Огилви и был предком Гордонов из Гайта[4].
- Джеймс Гордон, упомянутый в 1498 году[4].
- Леди Джанет Гордон, которая, во-первых, вышла замуж за Александра Линдсея, мастера Кроуфорда; во-вторых, за Патрика, мастера Грея (аннулирован); в-третьих, за Патрика Буттара из Гормарка; и в-четвертых, за Джеймса Халкерстона из Саутвуда. Она умерла до февраля 1559 года[5].
- Леди Элизабет Гордон, которая по контракту вышла замуж за Уильяма Кейта, 3-го графа Маришаля (? — 1530), в 1481 году[6].